# Ochrilidia pachypes
Ochrilidia pachypes är en insektsart som beskrevs av Lucien Chopard 1950. Ochrilidia pachypes ingår i släktet Ochrilidia och familjen gräshoppor. Inga underarter finns listade i Catalogue of Life.